# National Panasonic Women's Classic 1985
National Panasonic Women's Classic 1985 — жіночий тенісний турнір, що проходив на відкритих трав'яних кортах Milton Tennis Centre у Брисбені (Австралія). Належав до турнірів 3-ї категорії в рамках Світової чемпіонської серії Вірджинії Слімс 1985. Відбувсь ушосте й востаннє і тривав з 11 до 17 листопада 1985 року. Перша сіяна Мартіна Навратілова здобула титул в одиночному розряді й отримала за це 26 тис. доларів США.

## Фінальна частина

### Одиночний розряд
Мартіна Навратілова —  Пем Шрайвер 6–3, 7–5
- Для Навратілової це був 10-й титул в одиночному розряді за сезон і 109-й — за кар'єру.

### Парний розряд
Мартіна Навратілова /  Пем Шрайвер —  Клаудія Коде-Кільш /  Гелена Сукова 6–4, 6–7(6–8), 6–1